# Дом инвалидов (Львов)
Дом инвали́дов (корпус Львовского университета безопасности жизнедеятельности) — памятник неороманской архитектуры во Львове (Украина), расположен по адресу улица Клепаровская, 35.

## Архитектура
Здание построено в 1855—1863 годах архитектором Теофилом Хансеном по распоряжению австрийского императора Франца Иосифа и на его средства. Работами руководил архитектор Эдуард Каллер. Дом инвалидов представляет собой монументальное сооружение в формах романской крепости, фасад (длина которого составляет 165 метров) выполнен из жёлтого и красного кирпича. Здание размещается на большом участке, на отдалении от улицы. В плане здание симметричное, с центральным корпусом призматической конфигурации, дополненным четырьмя массивными угловыми башнями, и с большому внутренним двором. От центральной части здания расходятся два крыла с боковыми ризалитами.
Главный и тыльный фасады украшены аллегорической скульптурами авторства Циприана Годебского и Абель Перье. На фасаде дома, с обеих сторон от герба Австрии, были установлены скульптуры Воина (фигура мужчины, который выхватывает меч из ножен) и Мира (фигура женщины в лавровом венке с пальмовой ветвью в левой руке, а в правой — со свитком бумаги). У подножия скульптур лежат палитра и кисть, как символы Науки и Искусства. Эти фигуры, высотой около двух метров были выполнены из плотного песчаника. На фасаде Дома инвалидов сохранились 26 скульптурных элементов и 8 барельефов.
Окна имеют полукруглые завершения. Скульптурное оформление интерьера, в котором были представлены изображения австрийских полководцев архикнязя  Кароля, графа Радецкого, князя Шварценберга и графа Шлика, не сохранилось. Не сохранился также и зал с фресками.
Внутренняя планировочная структура здания — коридорного типа.
В комплекс входит часовня, возведённая в романо-византийских формах, в которой сохранились фрагменты стенописи.
По проекту архитектора Т. Ганзена подобный комплекс сооружений был выполнен также в городе Грац (Австрия).

## История
Посвящение Дома инвалидов состоялось 4 октября 1863 года в день именин австрийского императора. Здание предназначалось для содержания на пансионе пятисот инвалидов. Центральная часть строения была предназначена для офицеров, оба крыла — для младших офицеров и солдат. В четырёх башнях в центральной части здания, размещалась квартира генерала-коменданта, здесь же находилась и его канцелярия. В одном крыле разместили филиал гарнизонного госпиталя.
В 1939—1941 годах в здании размещался 233 полк НКВД (военная часть номер 7480). Во время Великой Отечественной войны здание не было повреждено и 10 августа 1944 года в нём снова разместилась военная часть № 7480. По решению Министерства внутренних дел СССР в мае 1954 года здесь было размещено Киевское пожарно-техническое училище, которое было переименовано во Львовское пожарно-техническое училище МВД СССР. Ныне здание Дома инвалидов используется как корпус Львовского университета безопасности жизнедеятельности.
Бывшая часовня Дома инвалидов используется с 1998 года как православная (неканоническая) церковь Покрова Пресвятой Богородицы.